# Florida Wing Civil Air Patrol
A Florida Wing Civil Air Patrol (FLWG) é uma das 52 "alas" (50 estados, Porto Rico e Washington, D.C.) da "Civil Air Patrol" (a força auxiliar oficial da Força Aérea dos Estados Unidos) no Estado da Florida. A sede da Florida Wing está localizada no campus da Sun 'n Fun no Aeroporto Internacional Lakeland Linder em Lakeland, Flórida. A ala da Florida é membro da Região Sudeste da CAP juntamente com as alas dos Estados de: Alabama, Georgia, Mississippi e Puerto Rico. A Florida Wing consiste em mais de 3.500 membros cadetes e adultos em mais de 60 localidades em todo o Estado da Flórida. O coronel Luis Negron assumiu o comando do coronel Luis Garcia em 24 de julho de 2021 na "Florida Wing Conference" em Tampa, Flórida.
Comemorando seu 80º aniversário em 2021, a Civil Air Patrol, uma organização patrocinada pelo Congresso que opera como uma corporação sob o código IRS (501(c))(3) sem fins lucrativos. A CAP realiza serviços para o governo federal como uma força auxiliar civil oficial da Força Aérea dos EUA e para Estados e comunidades locais. A CAP é um membro estratégico da "Total Force", composta pela Força Aérea, Guarda Aérea Nacional, Reserva da Força Aérea e forças auxiliares da Força Aérea.

## Histórico
Antes da criação da Civil Air Patrol (CAP), o Estado da Flórida criou seu próprio grupo de aviadores civis paramilitares para patrulhar sua costa. Organizado em 1941, o Primeiro Esquadrão Aéreo foi reunido em 28 de maio de 1941. Organizado pela Força de Defesa da Flórida, o Primeiro Esquadrão Aéreo era composto por voluntários civis e todas as aeronaves eram de propriedade privada. Os membros eram obrigados a ter uma licença de piloto particular ou ter servido no exército por pelo menos um ano para ingressar. O Primeiro Esquadrão Aéreo patrulhou a costa da Flórida em busca de U-boats e auxiliou em missões de busca e resgate.
A Civil Air Patrol foi criada em 1º de dezembro de 1941. Na Flórida, o Primeiro Esquadrão Aéreo foi reorganizado como uma unidade "ala" a Flórida Wing. No início de janeiro de 1942, a Flórida Wing foi organizada em sete grupos de operação diferentes, cada um com um comandante e estado-maior.

## Missão
A Civil Air Patrol tem três missões: fornecer serviços de emergência; oferecer programas de cadetes para jovens; e fornecer educação aeroespacial para membros da CAP e para o público em geral.

## Serviços de emergência
A CAP fornece ativamente serviços de emergência, incluindo operações de busca e salvamento e gestão de emergência, bem como auxilia na prestação de ajuda humanitária.
Os membros da Florida Wing praticaram sua habilidade de encontrar aviões abatidos executando um exercício em que os pilotos procuravam balizas de treino do ar, e as equipes de solo são então despachadas para o local apropriado.
A CAP também fornece apoio à Força Aérea por meio da realização de transporte leve, suporte de comunicações e levantamentos de rotas de baixa altitude. A Civil Air Patrol também pode oferecer apoio a missões de combate às drogas.

## Programas de cadetes
A CAP oferece programas de cadetes para jovens de 12 a 21 anos, que incluem educação aeroespacial, treinamento de liderança, preparo físico e liderança moral para cadetes.

## Educação Aeroespacial
A CAP oferece educação aeroespacial para membros do CAP e para o público em geral. Cumprir o componente de educação da missão geral da CAP inclui treinar seus membros, oferecer workshops para jovens em todo o país por meio de escolas e fornecer educação por meio de eventos públicos de aviação.

## Organização

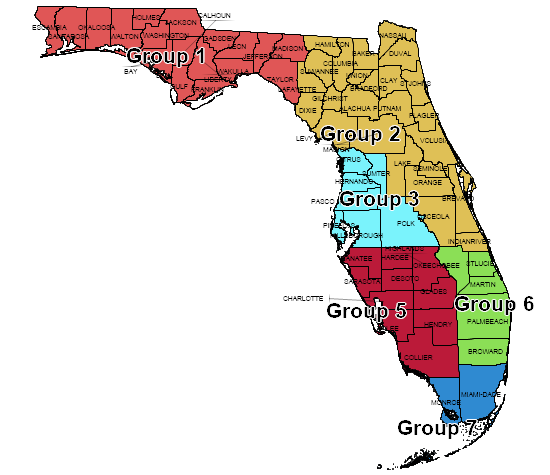
Fronteiras dos grupos e condados
da Florida Wing.

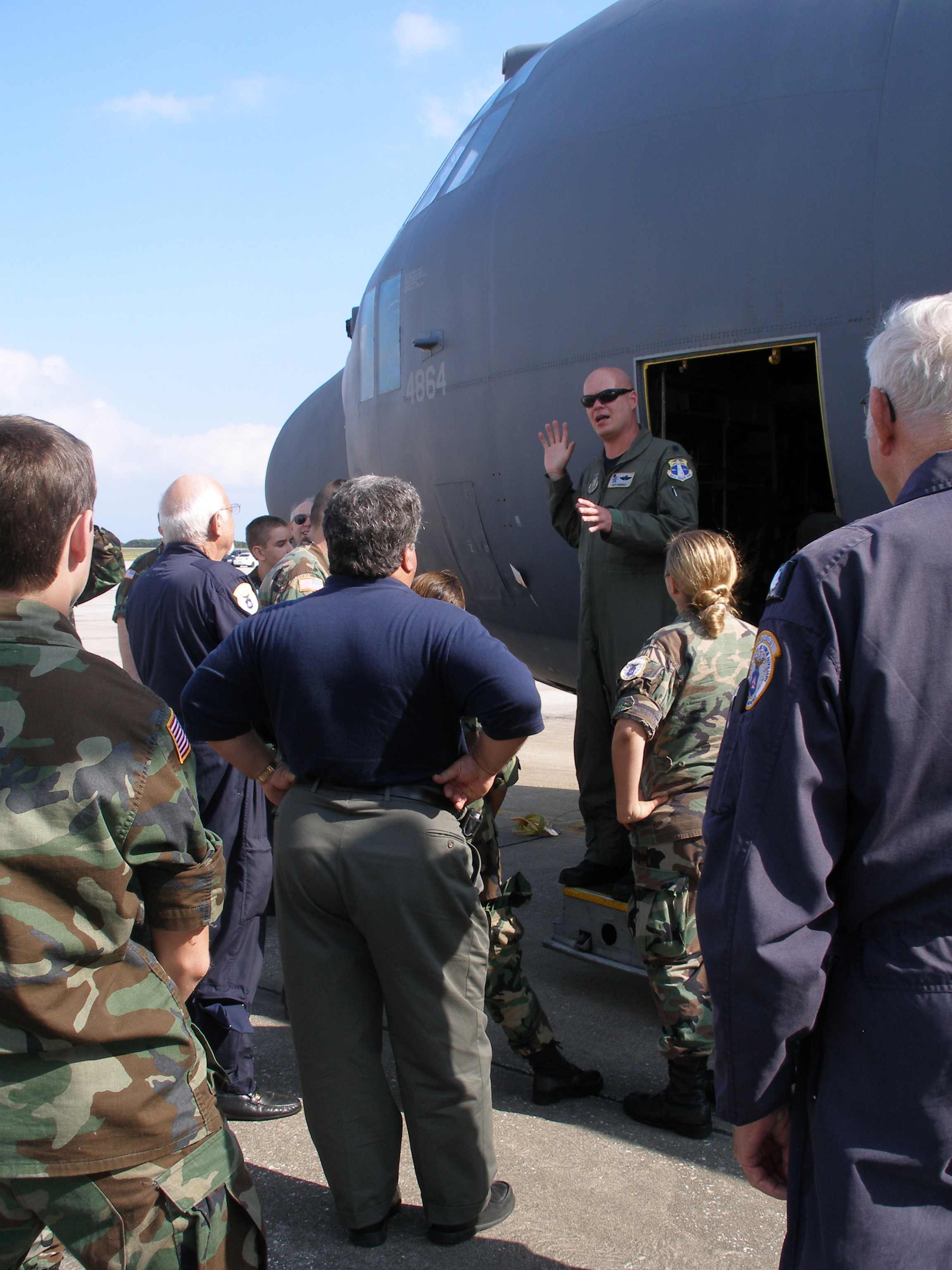
Um grupo de cadetes da Flórida Wing visita a 920ª Ala de Resgate na Patrick AFB.

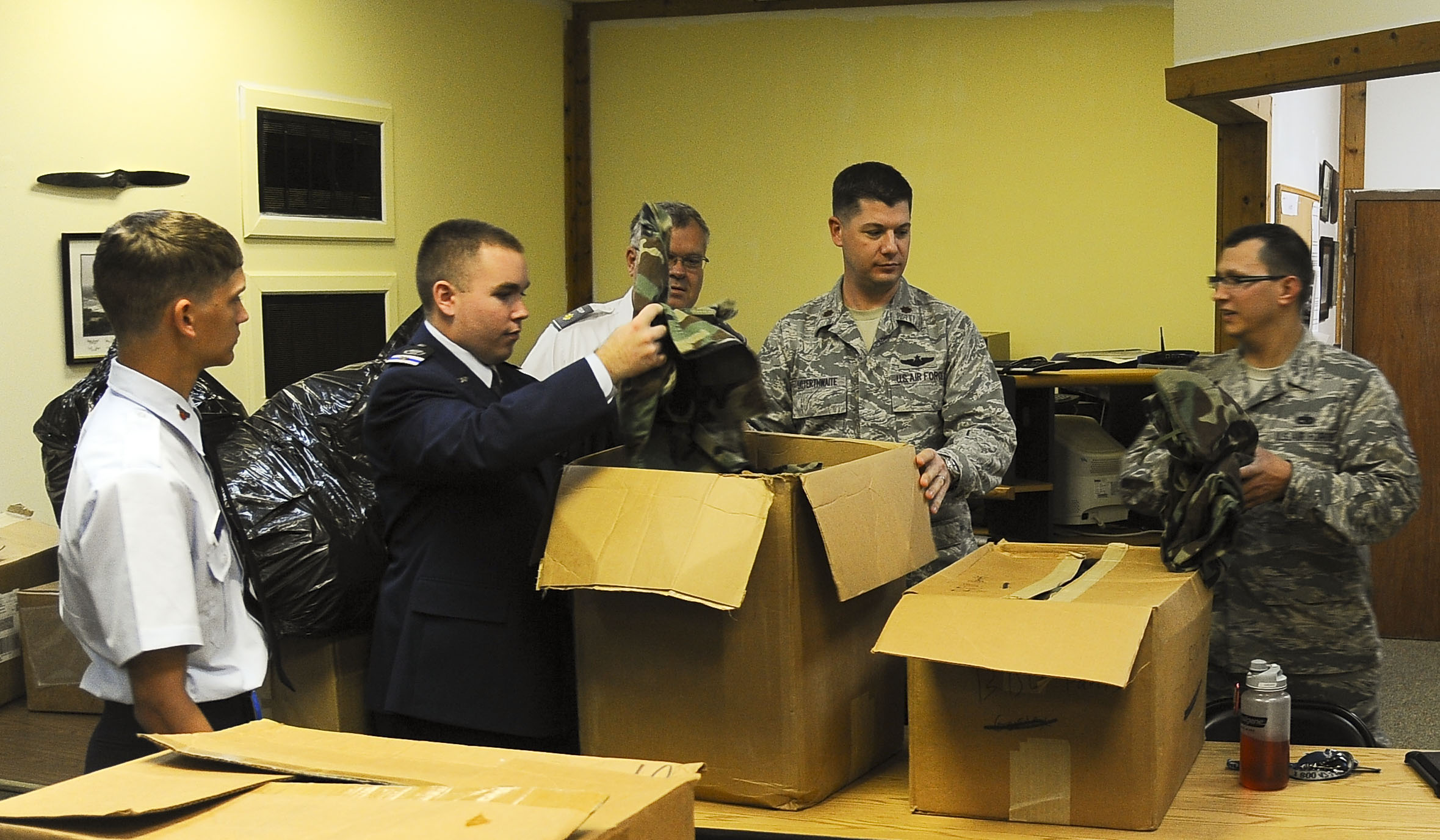
Membros do 89º Esquadrão de Cadetes da Aviação MacDill classificam as caixas de BDUs doados que receberam na Base Aérea MacDill.

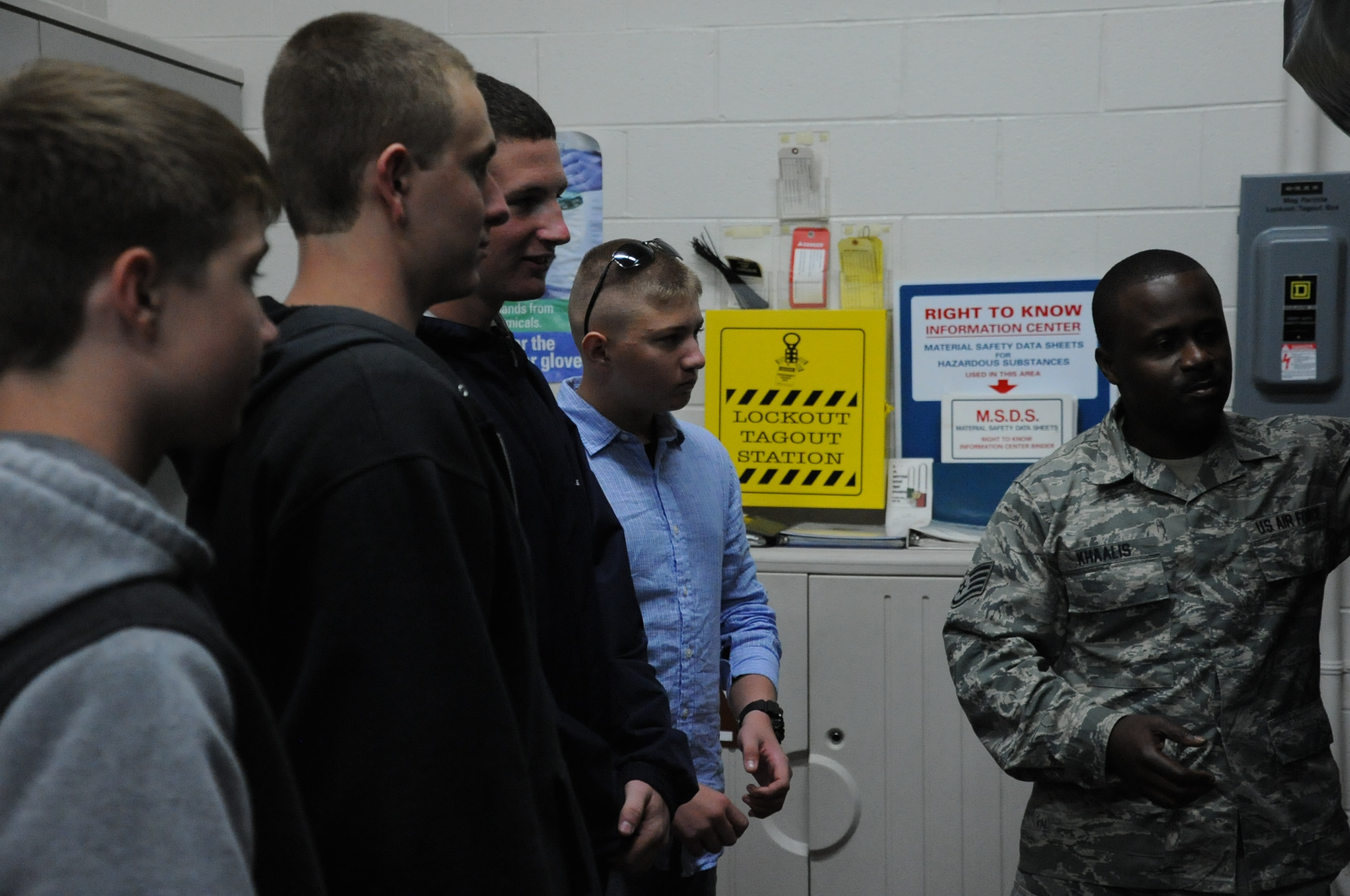
SSgt Khaalis mostra aos cadetes do Clearwater Composite Squadron como a sala de Inspeção Não Destrutiva de Charleston usa raios-x para detectar rachaduras, delaminações, vazios, defeitos de processamento e danos por calor em estruturas e peças da aeronave.

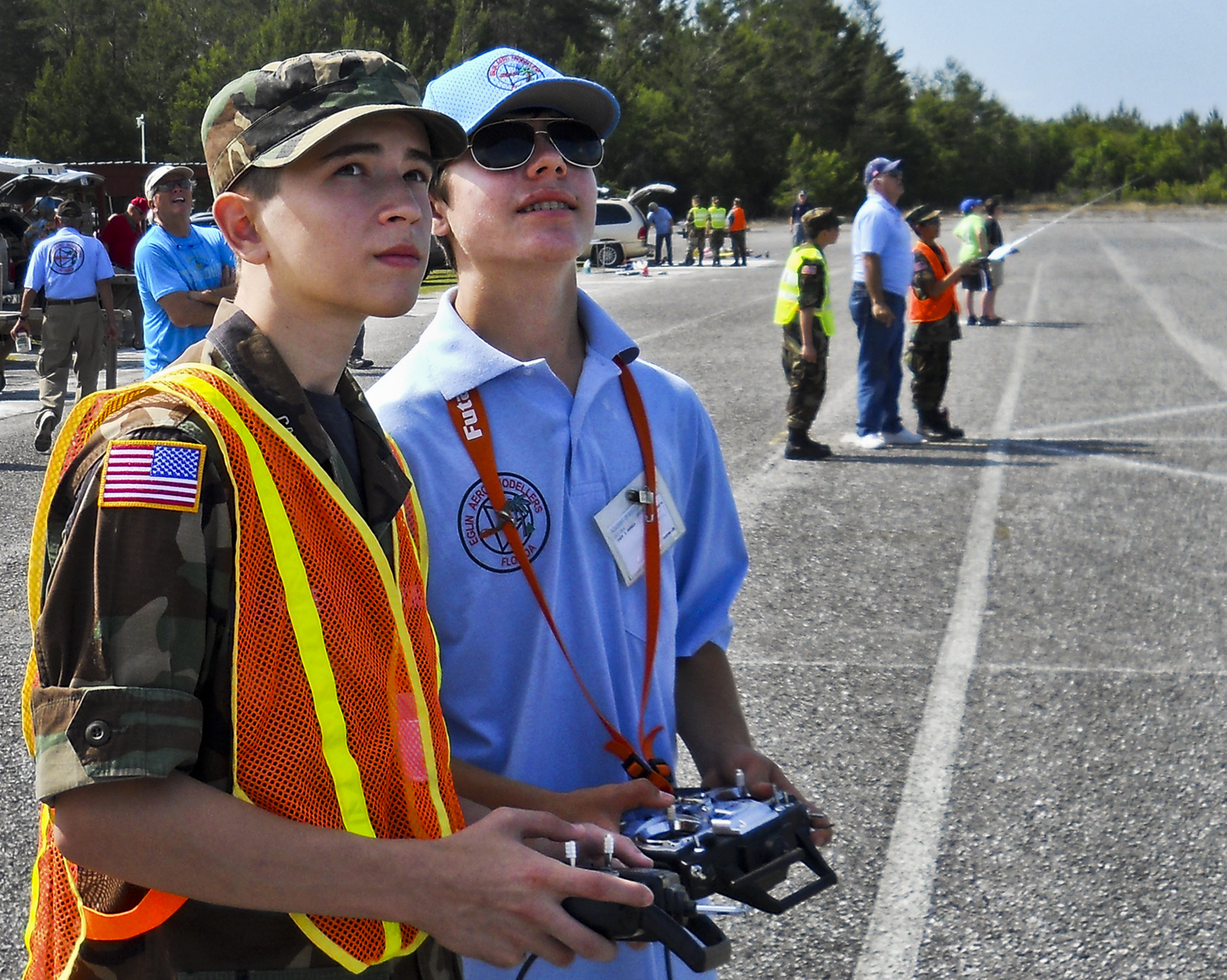
Cody Powell, filho de 13 anos do Maj Jeff Powell, USAFR, o comandante 919ª Ala de Operações de Manutenção, ajuda um membro da CAP de Eglin a aprender a pilotar uma aeronave controlada por rádio.

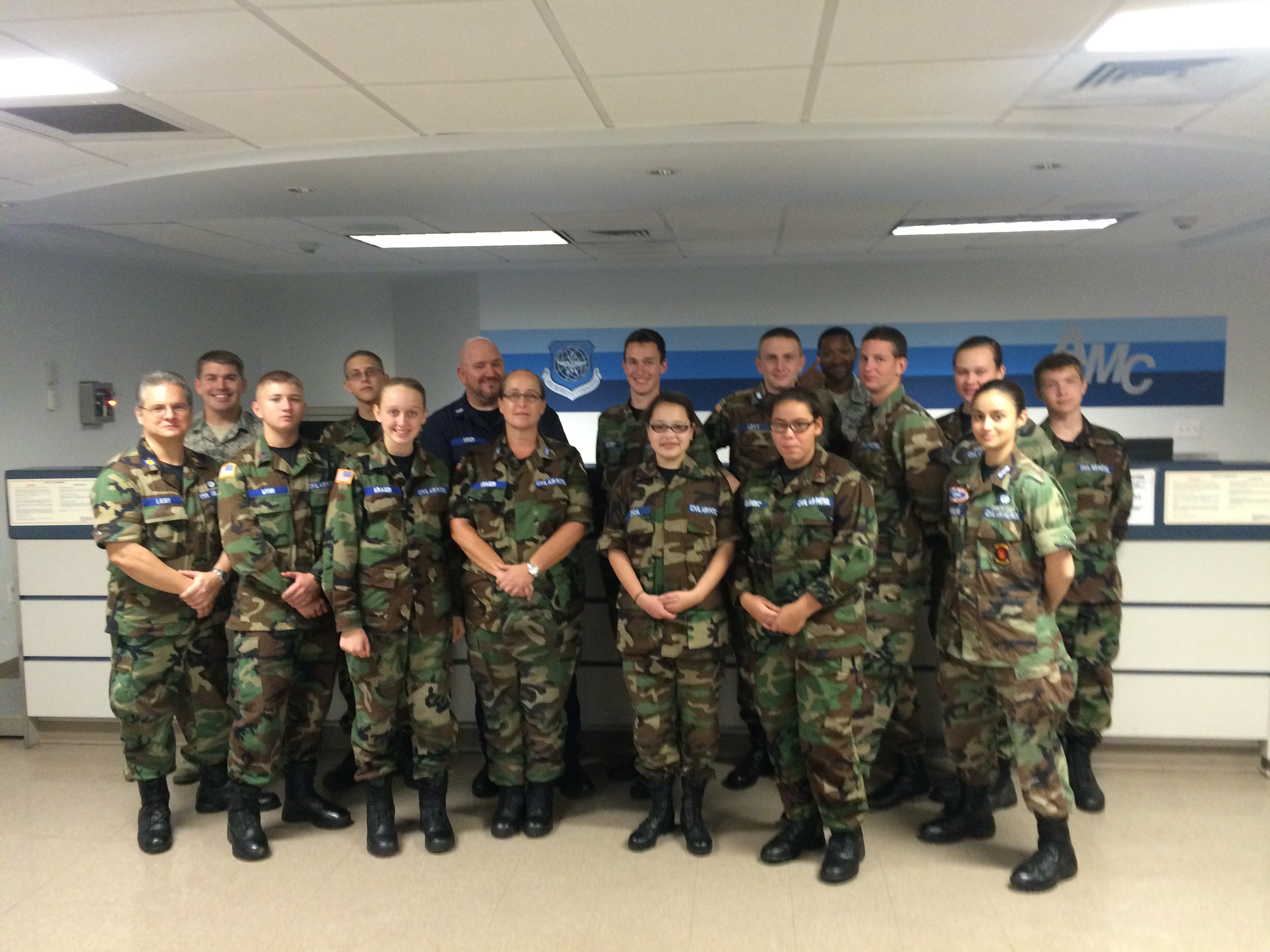
Membros da CAP do "Clearwater Composite Squadron" se preparam para um vôo saindo da Base Aérea MacDill em um C-17 Globemaster III.

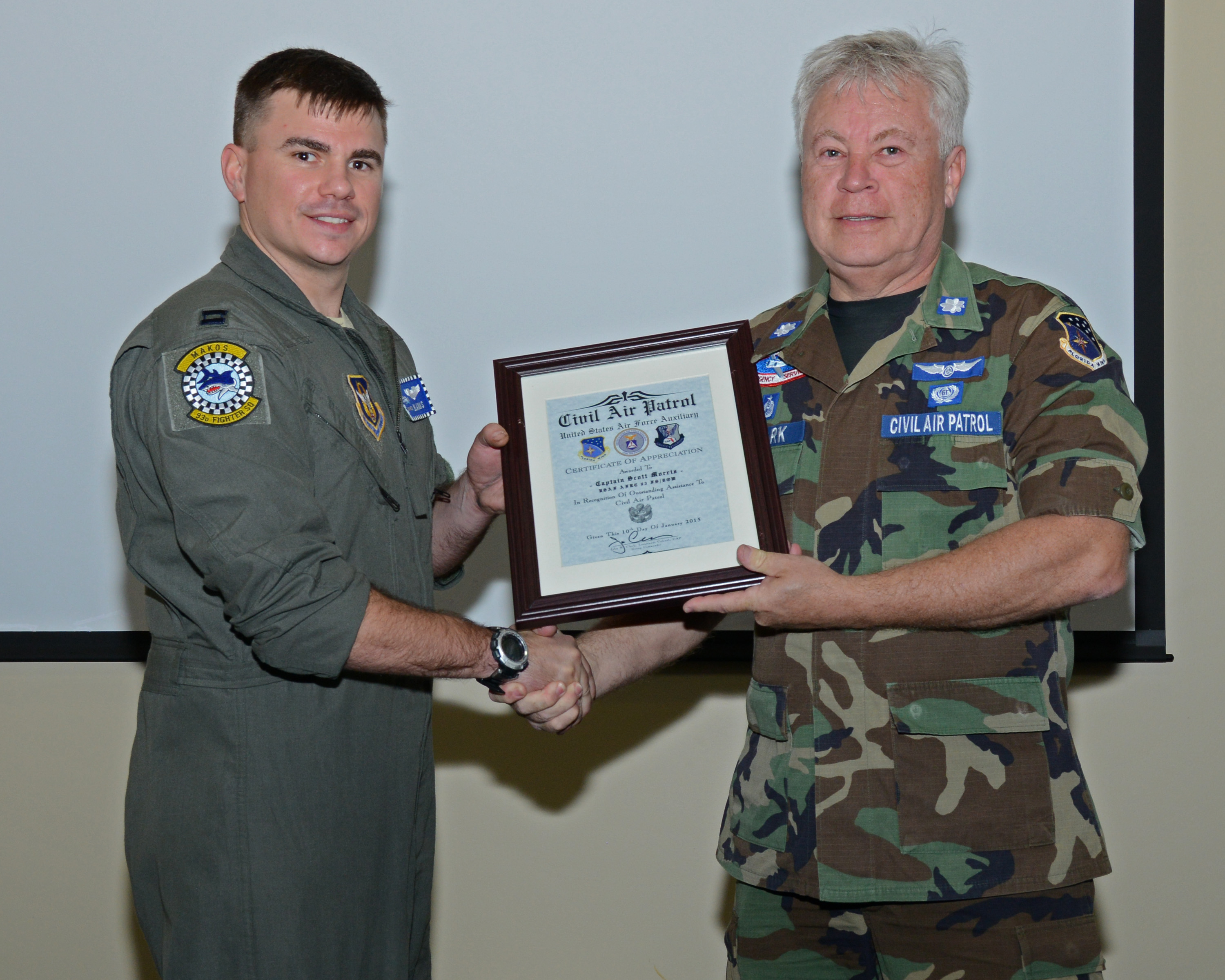
O Tenente Coronel John Clark, CAP, Comandante do Civil Air Patrol Group 6, apresenta o Capitão Scott Morris, USAFR, piloto do 93º Esquadrão de Caça, com um certificado de apreciação na Homestead Air Reserve Base.

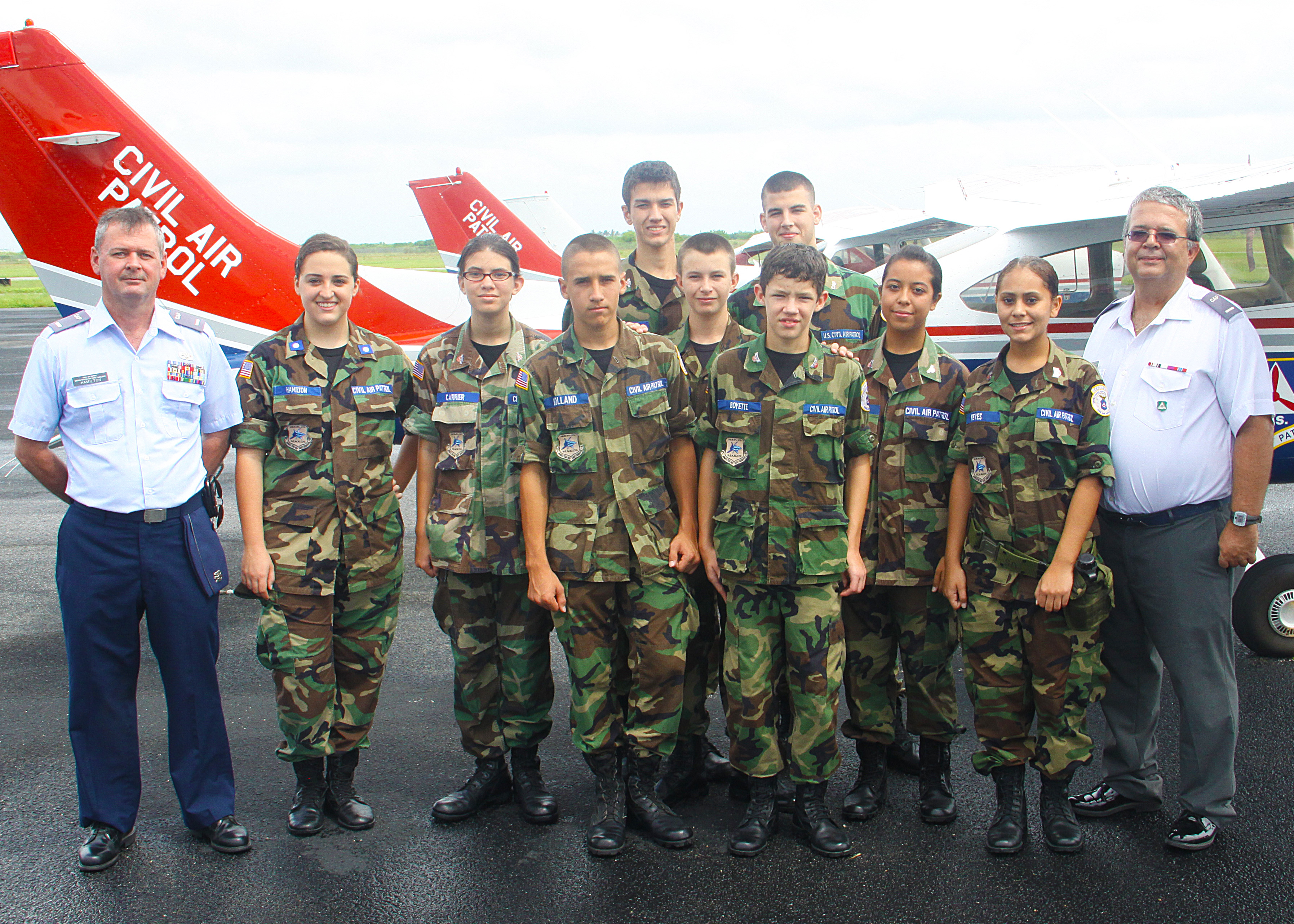
Cadetes e membros seniores da Homestead Air Reserve Base Composite Sqdn durante um evento de voo do Young Eagles no Homestead General Aviation Airport.

A Florida Wing é dividida em seis grupos em todo o Estado, com cada esquadrão sendo atribuído a um grupo com base em sua localização geográfica. A ala compreende 21 esquadrões de cadetes, 7 esquadrões seniores, 29 esquadrões "composite" (compostos por cadetes e membros seniores) e os esquadrões de apoio e legislativos. 

| Grupo   | Designação | Nome do Esquadrão                         | Localização          |
| ------- | ---------- | ----------------------------------------- | -------------------- |
|         | FL-000     | Florida Wing Support Squadron             | Lakeland             |
|         | FL-001     | Florida Wing HQ                           | Lakeland             |
|         | FL-999     | Florida Legislative Squadron              | Tallahassee          |
| Group 1 | FL-423     | Eglin Composite Squadron                  | Eglin Air Force Base |
|         | FL-424     | Emerald Coast Senior Squadron             | Pensacola            |
|         | FL-425     | Pensacola Cadet Squadron                  | Pensacola            |
|         | FL-432     | Tallahassee Composite Squadron            | Tallahassee          |
|         | FL-435     | Tyndall Panama Composite Squadron         | Panama               |
|         | FL-444     | Marianna Composite Squadron               | Greenwood            |
| Group 2 | FL-021     | Lake Composite Squadron                   | Tavares              |
|         | FL-049     | Ormond Beach Composite Squadron           | Ormond Beach         |
|         | FL-116     | Seminole Composite Squadron               | Lake Mary            |
|         | FL-122     | Merritt Island Senior Squadron            | Merritt Island       |
|         | FL-142     | Gainesville Composite Squadron            | Gainesville          |
|         | FL-171     | Fruit Cove Cadet Squadron                 | St. Johns            |
|         | FL-173     | Saint Augustine Composite Squadron        | St. Augustine        |
|         | FL-242     | Orlando Cadet Squadron                    | Orlando              |
|         | FL-259     | Central Florida Composite Squadron        | Orlando              |
|         | FL-267     | Ti-Co Composite Squadron                  | Titusville           |
|         | FL-293     | Patrick Composite Squadron                | Patrick SFB          |
|         | FL-323     | Fernandina Composite Squadron             | Fernandina Beach     |
|         | FL-361     | Marion County Composite Squadron          | Ocala                |
|         | FL-383     | Jacksonville Composite Squadron           | Jacksonville         |
|         | FL-457     | Indian River Composite Squadron           | Vero Beach           |
| Group 3 | SER-FL-066 | St. Petersburg Cadet Squadron             | St. Petersburg       |
|         | FL-089     | 89th MacDill Aviation Cadet Squadron      | MacDill AFB          |
|         | FL-182     | Pinellas Senior Squadron                  | St. Petersburg       |
|         | FL-237     | Brandon Cadet Squadron                    | Brandon              |
|         | FL-243     | North Tampa-Lutz Cadet Squadron           | Tampa                |
|         | FL-274     | Polk County Composite Squadron            | Winter Haven         |
|         | FL-301     | Hernando County Composite Squadron        | Brooksville          |
|         | FL-310     | Hillsborough One Senior Squadron          | Tampa                |
|         | FL-447     | Clearwater Composite Squadron             | Clearwater           |
|         | FL-458     | Wesley Chapel Cadet Squadron              | Wesley Chapel        |
|         | FL-459     | Zephyr Airport Cadet Squadron             | Zephyrhills          |
|         | FL-463     | 463rd Composite Squadron                  | Kissimmee            |
|         | FL-466     | Lakeland Composite Squadron               | Lakeland             |
| Group 5 | FL-023     | Naples Senior Squadron                    | Naples               |
|         | FL-044     | SQR Composite Squadron                    | Sarasota             |
|         | FL-051     | Charlotte County Composite Squadron       | Punta Gorda          |
|         | FL-335     | Venice Cadet Squadron                     | Venice               |
|         | FL-373     | Naples Cadet Squadron                     | Naples               |
|         | FL-376     | Marco Island Senior Squadron              | Marco Island         |
| Group 6 | FL-011     | North Perry Composite Squadron            | Cooper City          |
|         | FL-016     | Coral Springs Cadet Squadron              | Coral Springs        |
|         | FL-024     | Stuart Composite Squadron                 | Port St. Lucie       |
|         | FL-054     | Lantana Cadet Squadron                    | Lantana              |
|         | FL-078     | Treasure Coast Composite Squadron         | Hialeah              |
|         | FL-152     | North Palm Beach County Cadet Squadron    | West Palm Beach      |
|         | FL-286     | Pines-Miramar Composite Squadron          | Pembroke Pines       |
|         | FL-337     | Fort Lauderdale Composite Squadron        | Fort Lauderdale      |
|         | FL-372     | Boca Raton Composite Squadron             | Boca Raton           |
|         | FL-811     | Crystal Lake MS Cadet Squadron            | Pompano Beach        |
| Group 7 | FL-076     | Miami Senior Squadron 1                   | Opa-locka            |
|         | FL-279     | Homestead Air Reserve Base Cadet Squadron | Homestead ARB        |
|         | FL-319     | Miami Springs Optimist Cadet Squadron     | Miami Springs        |
|         | FL-355     | Tamiami Composite Squadron                | Miami                |
|         | FL-462     | Key West Cadet Squadron                   | Cudjoe Key           |
|         | FL-464     | Opa-Locka Cadet Squadron                  | Miami Gardens        |

## Proteção legal
De acordo com a Lei de Licença para a Civil Air Patrol (CAP) do Estado da Flórida, os membros da CAP que são empregados dentro dos limites da Flórida, por uma empresa que emprega quinze ou mais pessoas, têm permissão para até quinze dias de licença sem vencimento anualmente para o propósito de participar em treinamento ou missões da CAP. Os funcionários não serão obrigados a usar férias acumuladas ou licença médica ou qualquer outro tipo de licença acumulada antes de tirar licença não remunerada da CAP, mas podem escolher usar tais benefícios. Os empregadores estão proibidos de exigir que os membros da CAP usem férias, férias anuais, compensatórias ou similares durante o período durante o qual o membro esteve de licença da CAP. Os empregadores também estão proibidos de penalizar ou demitir funcionários por tirar licença da CAP. Esses direitos dos funcionários são estabelecidos nos Estatutos da Flórida § 252.55.